# Aksialni ležaj
Aksiálni ležáj je vrsta ležaja, ki prenaša aksialne (vzdolžne) obremenitve. 
Sestavljen je iz zunanje in notranje strani, vmes so pa jeklene kroglice (kroglični) oziroma valjčki  (valjčni).
Aksialni ležaj so izumili relativno pozno, šele v 19. stoletju. Šele takrat je tehnologija dopuščala izdelavo enako velikih jeklenih kroglic, z možnostjo samoporavnave.